# Rusko-polská válka (1605–1618)
Rusko–polská válka v letech 1605–1618 byla řada vojenských konfliktů mezi Ruským carstvím a Polsko-litevskou unií („Republikou obou národů“), komplikovaných občanskými válkami v Rusku, takzvaným obdobím smuty, a zásahy polských magnátů.

## 1605 až 1607, Boris Godunov, Lžidimitrij I. a Vasilij Šujskij
V první fázi války se roku 1605 někteří magnáti Polsko-litevské unie, povzbuzovaní částí ruských bojarů, se souhlasem polského krále Zikmunda III. Vasy, pokusili využít oslabení ruského státu řetězem neúrodných let, hladomorem a následným poklesem popularity vlády, a dosadit na ruský trůn svého kandidáta, Lžidimitrije I., vydávajícího se za zemřelého syna cara Ivana IV. Lžidimitrijovo vojsko najaté v Polsku vtrhlo do Ruska, zprvu bojovalo se střídavými úspěchy, ale po smrti ruského cara Borise Godunova v dubnu 1605 Lžidimitrijova strana ovládla Moskvu a dosadila ho na trůn. Nový car si nezískal širší podporu a v květnu 1606 byl svržen a zabit, ruským carem se pak stal Vasilij Šujskij.

## 1607 až 1609, Šujskij a Lžidimitrij II.
Druhá vlna polsko-litevské intervence do Ruska proběhla v letech 1607–1609 na podporu dalšího samozvance, Lžidimitrije II., který se vydával za zachráněného Lžidimitrije I. Po dvou letech bojů vláda Šujských roku 1609 uzavřela alianci se Švédskem a rusko-švédské vojsko zahájilo úspěšnou ofenzívu proti stoupencům Lžidimitrije II.

## 1609 až 1613, královský vpád, vyhnání a Michail I. Romanovec

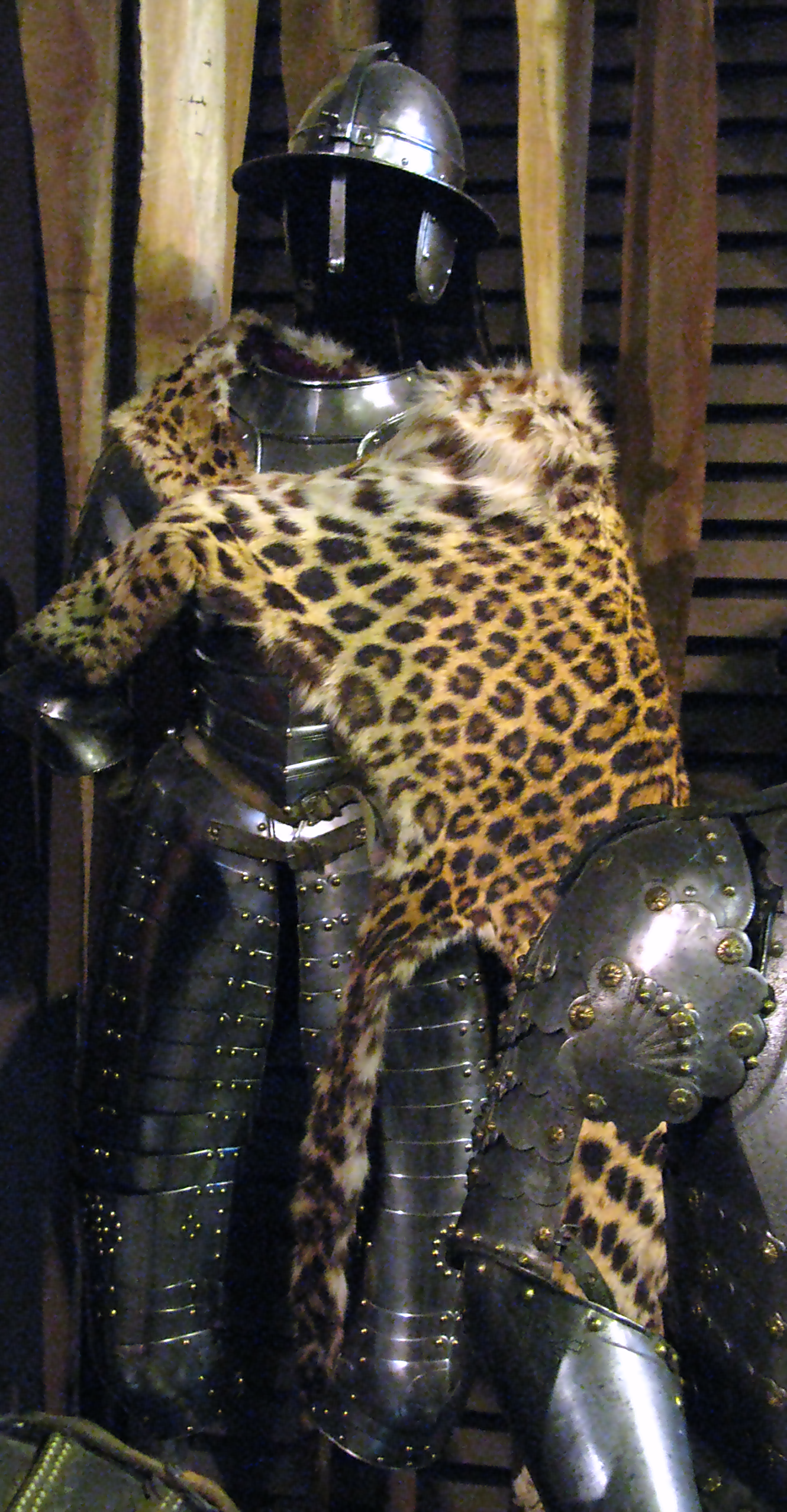
Zbroj polského jezdce v 17. a 18. století

Polský král Zikmund III. na podzim 1609 reagoval přímou invazí. První polská vítězství (bitva u Klušina) vyvrcholila obsazením Moskvy v roce 1610 a zvolením Zikmundova syna Vladislava ruským carem. Polská vláda však byla v zemi nepopulární, roku 1611 sice po téměř dvouletém obležení sice Poláci získali důležitý Smolensk, ale jinak ztráceli a roku 1612 byli ruskou domobranou vyhnáni z Moskvy. Následující rok byl carem zvolen Michail I. Fjodorovič z rodu Romanovců.

## 1613 až 1618, válka k příměří
Rusko-polské boje poté pokračovaly bez výraznějších úspěchů jedné či druhé strany. Rusové v letech 1613–1617 neúspěšně obléhali Smolensk, Poláci a Litevci se v letech 1617–1618 neúspěšně pokusili o dobytí Moskvy. Válka skončila roku 1618 Deulinským příměřím, podle které Rusko Republice obou národů odstoupilo oblasti kolem Smolenska, Černihiva a severské země, zachovalo si však nezávislost.